# Juraj Carić (brod)
MB Juraj Carić je bio školski brod Pomorske škole u Splitu. Izgradjen je 1952. godine u Splitu, kao brod za logistiku u tadašnjoj Ratnoj mornarici. Od 1960. godine, dan je na upotrebu Pomorskoj školi u Splitu i služio je kao školski brod, na kojem su učenici obavljali stručnu praksu i stjecali prva pomoračka iskustva. Iako redovito održavan, brod je 1999. godine, zbog dotrajalosti, prodan. Od tada do danas Pomorska škola u Splitu traži novi brod, za kojeg je naravno rezervirano ime zaslužnog pomorca, učitelja i znanstvenika Jurja Carića.